# Меліорація
Меліора́ція (лат. melioratio поліпшення, від лат. melior кращий) — цілеспрямоване покращення властивостей природно-територіальних комплексів з метою оптимального використання потенціалу ґрунтів, вод, клімату, рельєфу та рослинності. Меліорація відрізняється від звичайних агротехнічних прийомів тривалим та інтенсивнішим впливом на об'єкти меліорації.
До меліорації належать осушення й зрошення земель, регулювання річок і поверхневого стоку вод, закріплення пісків і ярів тощо.
Меліорація складається з двох етапів — будівельного та етапу експлуатації. Будівельний етап полягає в проєктуванні та будівництві меліоративної мережі з використанням спеціалізованих меліоративних машин. На етапі експлуатації проводиться постійна оцінка стану меліоративних споруд і їхньої відповідності умовам експлуатації, що постійно змінюються, а також підтримка меліоративних систем в працездатному стані, їхньої адаптації до умов, що змінюються.
Вибір виду меліорації залежить від природно-господарських умов території, як правило, застосовують комплекс меліоративних заходів.

### Агролісомеліорація

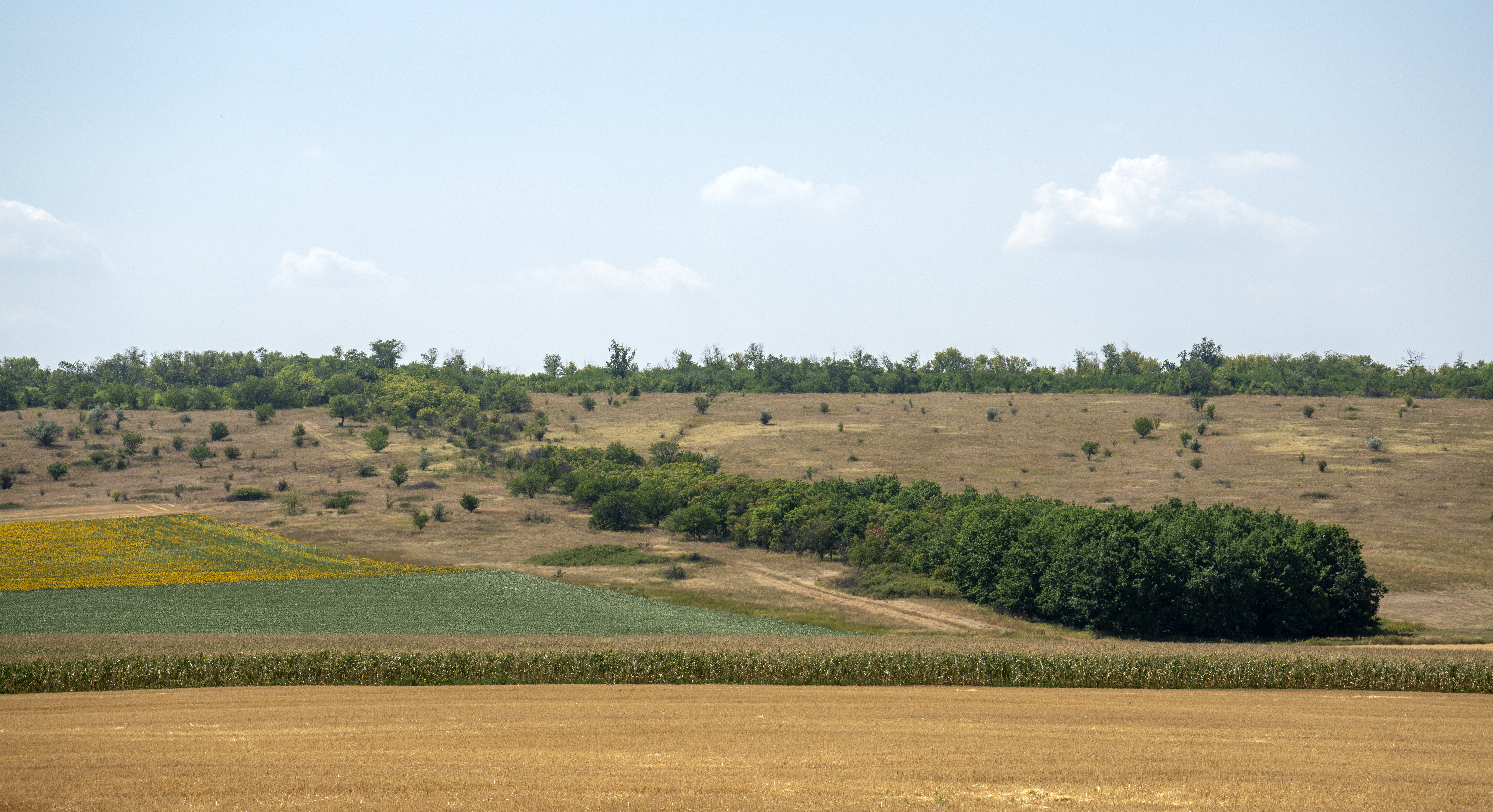
Балка Сад поруч з с. Воскресенівка, Дніпропетровська область

- протиерозійна — захист земель від ерозії шляхом створення лісових насаджень в ярах, балках, на пісках, берегах річок та інших територіях;
- полезахисна — захист земель від впливу несприятливих явищ природного, антропогенного і техногенного походження шляхом створення захисних лісових насаджень по краях орних земель;
- пасовищезахисна — запобігання деградації земель пасовищ шляхом створення захисних лісових насаджень

### Культурно-технічна меліорація
- розчищення меліорованих земель від деревної та трав'янистої рослинності, купин, пнів і моху;
- розчищення меліорованих земель від каменів та інших предметів;
- меліоративна обробка солонців;
- розпушування, піскування, глинювання, землювання, плантаж і первинна обробка ґрунту;
- проведення інших культурно-технічних робіт.

### Хімічна меліорація
Хімічна меліорація ґрунтів — заходи, спрямовані на поліпшення властивостей ґрунту та умов ґрунтоутворення з метою підвищення їх родючості. Самомеліорація солонців — спосіб меліорації солонців без внесення хімічних речовин, який ґрунтується на залученні до орного шару гіпсу або вапна, що містяться в глибших шарах ґрунту, шляхом плантажної оранки. Хімічна меліорація ґрунтів передбачає проведення таких заходів як:
- вапнування,
- фосфоритування,
- гіпсування,
- кислування.

### Меліорація клімату
Меліорація клімату — покращення клімату шляхом зміни кліматичного режиму в потрібному людині напрямку. Вона може проводитися такими способами: насадження лісосмуг, зрошення, обводнення тощо.

## Меліорація земель в Україні
З метою підвищення родючості ґрунтів широкомасштабні меліоративні заходи здійснено в посушливих регіонах України. В АР Крим, у південних областях України, зокрема Херсонській, Миколаївській, Запорізькій, побудовано великі зрошувальні системи, які становлять самостійну галузь меліорації та водного господарства в системі АПК. Основним завданням цієї галузі є проведення організаційно-господарських заходів щодо поліпшення сільськогосподарських угідь, перетворення несприятливих природних умов на оптимальні, які забезпечують підвищення родючості ґрунтів, отримання високих і сталих урожаїв, раціонального використання водних ресурсів, охорону їх від забруднення, засмічення та виснаження. Меліорація земель має проводитися з дотриманням вимог екологічної безпеки. Витрати на меліорацію здійснюються за рахунок коштів державного та місцевих бюджетів, інших не заборонених законом джерел. Взаємовідносини між організаціями, які обслуговують меліоровані землі, та сільськогосподарськими виробниками будуються на підставі договорів. Користувачі та власники меліорованих земель несуть відповідальність за їхній стан і стан навколишнього природного середовища в зоні впливу меліоративних систем згідно із законодавством аж до припинення права власності на меліоровані землі чи користування ними у разі порушень.

## Наслідки відсутності розкислення ґрунту
При зростанні кислотності ґрунту відбувається перетворення різноманітних сполук, процесів та енергії. На жаль, ця трансформація має негативний характер і призводить до поступового погіршення якості ґрунту, зниження показників врожайності культурних рослин і дохідності агропідприємств.
Зокрема, коли pH ґрунтового розчину падає до 5,5 одиниць і нижче, концентрація таких іонів, як H+, Al3+, Mn2+, Cu2+, Zn2+, Fe3+, зростає і вони набувають токсичного впливу на рослини. Більш того, частина цих іонів (H+, Al3+) насичує оболонку ґрунтового колоїду, поступово витісняючи корисні катіони, такі як Са2+, Mg2+, K+, NH4+ та інші. Ця втрата буферної здатності ґрунту призводить до дефіциту необхідних елементів для рослин, і як наслідок, рослини стають особливо вразливими.